# Уэст-Уорик
Уэ́ст-Уо́рик (англ. West Warwick) — город в округе Кент, штат Род-Айленд, США. 12-й по количеству жителей город в штате.

## Описание

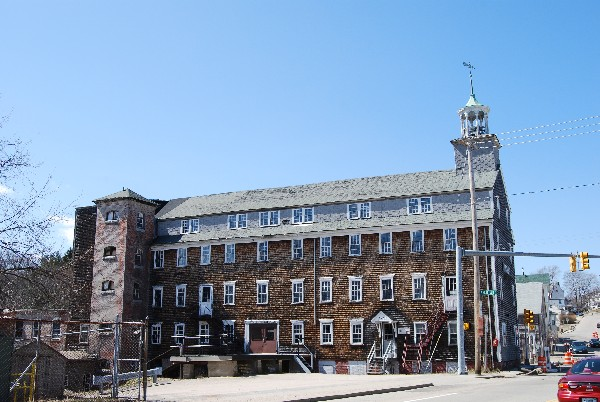
Крупнейшая достопримечательность Уэст-Уорика — хлопковый завод Липпитт-Милл (Lippitt Mill)

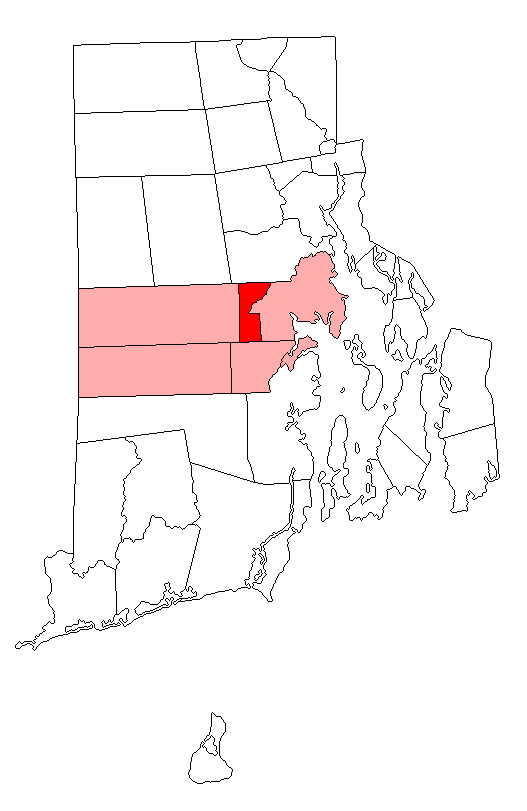
Уэст-Уорик выделен красным, округ Кент — розовым на карте Род-Айленда

Уэст-Уорик расположен на берегу реки Потакет (англ. Pawtuxet River), его площадь составляет 21 км², из которых 0,5 км² (2,4 %) составляют открытые водные пространства. В составе города выделены 9 деревень. Крупнейшая достопримечательность Уэст-Уорика — хлопковый завод Липпитт-Милл (англ. Lippitt Mill), построенный в 1809 году и закрывшийся лишь в 2010 году, таким образом это — самый долго действовавший хлопковый завод в стране. В городе действует высшая школа англ. West Warwick High School.

## История
Уэст-Уорик был основан в 1913 году путём отделения от более крупного Уорика (англ. Warwick), разъединение на две части произошло по политическому признаку: демократы против республиканцев. Таким образом Уэст-Уорик является самым молодым городом штата Род-Айленд.
В 2003 году в одном из ночных клубов города произошёл пожар, унёсший жизни 100 человек.

## Демография
В 2000 году население Уэст-Уорика составляло 29 581 человек, к 2010 году количество горожан упало на 1,3 % и составило 29 191 человек. Средний возраст горожанина — 36 лет, на 1000 женщин приходилось 997 мужчин, на 1000 женщин старше 18 лет приходилось 993 мужчины того же возраста. Средний доход семьи составлял $47 674 в год, 11,2 % населения находились ниже черты бедности.
Расовый состав
- белые — 93,8 %
- афроамериканцы — 1,1 %
- коренные американцы — 0,4 %
- азиаты — 1,4 %
- прочие расы — 1,4 %
- две и более расы — 1,9 %
- латиноамериканцы (любой расы) — 3,1 %